# Dictiòpters
Els dictiòpters (Dictyoptera) són un superordre d'insectes constituït per poc menys de 10.000 espècies. Inclou els ordres Isoptera (tèrmits), Blattodea (paneroles) i Mantodea (pregadéus).

## Característiques
Els membres d'aquest superordre són insectes amb cap hipògnat i de mida molt variable. Tenen antenes filiformes amb nombrosos segments, que a vegades poden ser plomoses. Tenen també ulls compostos, i en algunes espècies poden aparèixer també ocels. Les seves peces bucals són de tipus mastegador. Posseeixen un protòrax molt desenvolupat.